# Canal de Pont-du-Fossé
Le canal de Pont-du-Fossé est un ancien canal d'irrigation situé dans le Champsaur (Hautes-Alpes, région Provence-Alpes-Côte d'Azur, France). Construit entre 1869 et 1882, il était alimenté par l'eau du Drac et arrosait toutes les communes de la rive gauche du Drac jusqu'au Noyer, sur près de trente kilomètres. Il a été abandonné en 1969 au profit de l'arrosage par aspersion. De nombreuses sections du canal sont encore visibles sur le terrain, ainsi que plusieurs de ses ouvrages d'art, notamment l'aqueduc des Gorges, sur le ruisseau d'Ancelle, en amont de Pont-de-Frappe.

## Parcours
La prise alimentant le canal se trouvait, et est encore visible, immédiatement en amont du pont de Pont-du-Fossé. Un seuil sur le Drac rendait le flux disponible, et une grille protégeait le canal des déchets flottants. Après un bref passage en souterrain, l'eau passait dans un réservoir de contrôle (existant, détérioré), avant de commencer à s'écouler par gravité dans la plaine.
De Pont-du-Fossé, le canal commençait son parcours en direction du sud-ouest, jusqu'aux Estachys, où il franchissait en souterrain une petite butte, avant de commencer à s'accrocher au flanc de la chaîne des Autanes. Dans les bois sous Saint-Léger-les-Mélèzes, le relief accidenté obligeait le canal à passer parfois en tunnel, parfois sur ponts-aqueducs. Après un passage plus calme au-dessus de la Basse-Plaine de Chabottes, le canal s'orientait au sud et franchissait un épaulement par une galerie de 285 mètres de long débouchant dans l'étroit vallon du ruisseau d'Ancelle, qu'il franchissait par un imposant aqueduc en maçonnerie. Cet aqueduc, toujours debout mais fortement détérioré, a été rénové au cours des années 2009-2013 et constitue l'un des éléments patrimoniaux importants du Champsaur.
Après les gorges, le canal traversait les communes de Forest-Saint-Julien, Saint-Laurent-du-Cros, Laye, La Fare-en-Champsaur, en franchissant des multiples torrents, le plus souvent grâce à des ponts en maçonnerie, la plupart conservés, mais parfois en très mauvais état. Après une double boucle au-dessus de Poligny, le canal traversait encore le Rageoux et le torrent du Laus, et terminait sa course au vallon du Manel, à la limite nord de la commune du Noyer.

## Caractéristiques techniques
L'eau du canal s'écoulait par gravité, avec une pente proche de 1 millimètre par mètre, sans aucun seuil ni bassin, depuis l'altitude de 1123 mètres (prise de Pont-du-Fossé) jusqu'à l'altitude terminale de 1090 mètres. 
Le débit était déterminé par le système d'alimentation initial, sans autre régulation intermédiaire, sauf une vanne d'évacuation latérale à martelière à l'entre de l'aqueduc des Gorges. Ce débit diminuait à mesure des prises d'alimentation des communes arrosées.
Le canal était de bout en bout à ciel ouvert, y compris lors de ses passages en souterrain, construits à hauteur d'homme. Le conduit était le plus souvent une simple excavation protégée par un remblai aval, mais parfois un conduit cimenté de section carrée lorsque le terrain était trop meuble, ou, naturellement, sur les ponts ou aqueducs.

## Intérêt patrimonial et touristique
La majeure partie du parcours du canal est à l'abandon. Cependant de longs tronçons peuvent être parcourus en suivant les anciennes berges, et permettent au randonneur curieux de traverser des paysages cachés, et de découvrir certains des ouvrages d'art abandonnés.
L'aqueduc des Gorges, sur le torrent d'Ancelle, est intégré à un parcours de découverte de la commune de Forest-Saint-Julien.
Le pont sur le torrent de la Fare a été intégré à un petit parcours piétonnier local (photo).
La grande boucle de Poligny a été aménagée en promenade jusqu'aux Forestons.
La section terminale du canal sur la commune du Noyer a été balisée comme sentier de découverte, avec points d'information.